# Соко
Соко (лат. Falco) је род птица грабљивица, који насељава све континенте изузев Антарктика. Род обухвата око 40 врста, традиционално подељених у неколико подродова. Познатији припадници овог рода су сиви соко, ветрушка, степски соко и соко ластавичар.
Соколи су највећи род у потпородици Falconinae породице Falconidae, која сама по себи укључује још једну потпородицу коју чине каракаре и неколико других врста. Све ове птице убијају својим кљуновима, користећи „зуб“ на страни кљунова — за разлику од јастреба, орлова и других птица грабљивица у породици Accipitridae, које користе своје ноге.
Највећи сокол је арктички соко са дужином до 65 . Најмања врста сокола је пигмејски соко који мери само 20 . Као и код јастребова и сова, соколови показују полни диморфизам, при чему су женке обично веће од мужјака, што омогућава шири спектар врста плена.
Неки мали соколови са дугим, уским крилима називају се „хобији”, а неки који лебде у лову зову се „вешушке“.
Као што је случај са многим птицама грабљивицама, соколови имају изузетну моћ вида; оштрина вида једне врсте је измерена да је 2,6 пута већа него код нормалног човека. Забележено је да сиви соколи роне брзином од 320 km/h (200 mph), што их чини најбржим бићима на Земљи; најбржи забележени зарон је постигао вертикалну брзину од 390 km/h (240 mph).

## Исхрана
Сиви соко је најбржи живи створ на планети и док се обрушава за пленом, развија брзине и до 320 km/h. Лови искључиво у лету, управо због ове чињенице јер у супротном када би том брзином ударио у статичну мету, то би и за њега самог било погубно.
Плен сокола су мање птице, најчешће голубови, због чега је у Србији на удару голубара који га често лове, најчешће помоћу илегалних замки.

## Таксономија
Род Falco је увео 1758. године шведски природњак Калр Лине у десетом издању свог дела Systema Naturae. Типска врста је ластавичар (Falco subbuteo). Име рода Falco је каснолатинског порекла и значи „соко“ од falx, што значи „срп“, што се односи на канџе птице. На средњеенглеском и старофранцуском, назив faucon се генерално односи на неколико врста грабљивица у заточеништву.
Традиционални израз за мужјака сокола је tercel (британски правопис) или tiercel (амерички правопис), од латинског tertius (трећи) због веровања да је само једно од три јајета излегло мужјака птице. Неки извори наводе да етимологија произилази из чињенице да је мужјак сокола за око једну трећину мањи од женке. Пиле сокола, посебно оно које се гаји за соколство, које је још у фази паперја, познато је као  (понекад се пише eyass). Реч је настала погрешном поделом старофранцуског un niais, од латинског претпостављеног nidiscus (гнеждење) од nidus (гнездо). Техника лова са обученим птицама грабљивицама у заточеништву позната је као соколарство.
У поређењу са другим птицама грабљивицама, фосилни запис сокола није добро распоређен у времену. Најстарији фосили који се условно приписују овом роду су из касног миоцена, пре мање од 10 милиона година. Ово се поклапа са периодом у којем су многи савремени родови птица постали препознатљиви у фосилним записима. Линија сокола може, међутим, бити нешто старија од тога, а с обзиром на дистрибуцију фосилних и живих таксона Falco, вероватно је северноамеричког, афричког или вероватно блискоисточног или европског порекла. Соколови нису у блиском сродству са другим птицама грабљивицама, а најближи сродници су им папагаји и птице певачице.

### Врсте
Род Falco
| - Мадагаскарска ветрушка (Falco newtoni) - Сејшелска ветрушка (Falco araea) - Маурицијуска ветрушка (Falco punctatus) - Реунионска ветрушка (Falco duboisi) - Молучка ветрушка (Falco moluccensis) - Аустралијска ветрушка (Falco cenchroides) - Обична ветрушка (Falco tinnunculos) - Камењарска ветрушка (Falco rupicolus) - Велика ветрушка (Falco rupicoloides) - Лисичја ветрушка (Falco alopex) - Степска ветрушка / белонокта ветрушка (Falco naumanni) - Пепељаста ветрушка (Falco ardosiaceus) - Дикинсонова ветрушка (Falco dickinsoni) - Мадагаскарска пругаста ветрушка (Falco zoniventris) - Црвеноглави соко (Falco chicquera) - Сива ветрушка (Falco vespertinus) - Амурски соко (Falco amurensis) - Мрки соко / морски соко (Falco eleonorae) - Гарави соко (Falco concolor) - Америчка ветрушка (Falco sparverius) | - Оловни соко (Falco femoralis) - Мали соко (Falco columbarius) - Соко шишмишар (Falco rufigularis) - Риђогруди соко (Falco deiroleucus) - Соко ластавичар (Falco subbuteo) - Афрички соко (Falco cuvierii) - Оријентални соко (Falco severus) - Аустралијски соко (Falco longipennis) - Новозеландски соко (Falco novaeseelandiae) - Смеђи соко (Falco berigora) - Аустралијски сиви соко (Falco hypoleucos) - Црни соко (Falco subniger) - Планински соко / кршки соко (Falco biarmicus) - Индијски соко (Falco jugger) - Степски соко (Falco cherrug) - Северни соко (Falco rusticolus) - Преријски соко (Falco mexicanus) - Сиви соко (Falco peregrinus) - Пустињски соко (Falco pelegrinoides) - Теитски соко (Falco fasciinucha) |